# 新井恵理那
新井 恵理那（あらい えりな、1989年（平成元年）12月22日 - ）は、日本のフリーアナウンサー、キャスター、タレント。セント・フォース所属。
アメリカ合衆国カリフォルニア州生まれ、神奈川県川崎市育ち。青山学院大学在学中にミス青学のグランプリを受賞。2019年上半期、TV番組出演本数ランキング女性部門1位に選出。ベストフンドシストアワード2021大賞受賞。

## 経歴
アメリカ合衆国カリフォルニア州生まれで、2歳から6歳まで父親の仕事の都合で神奈川県相模原市で過ごす。幼稚園を卒園後に再び渡米、カリフォルニア州で1年半生活した後に帰国。小学校2年生時は相模原市で過ごし、その後、神奈川県川崎市へ引っ越した。帰国子女だが、英語はあまり得意ではない。
川崎市立西有馬小学校、川崎市立有馬中学校卒業。中学はソフトテニス部で活動。弓道がしたく國學院高等学校へ進学、弓道部で活躍する。高校の卒業アルバムで『芸能界入りするのは19歳で』と書き、芸名を『新井ほたて』とする等、芸能人として活躍する事を夢観ていた。
青山学院大学総合文化政策学部総合文化政策学科へ進学、バドミントンサークルで活動。在学中の2009年11月1日に2009年度ミス青山学院大学グランプリに選出される。デパートでの蒲鉾販売、パン屋、寿司屋でアルバイトを経験。
就職活動ではキー局4社を受けるが全て不採用。フジテレビジョンの試験では、最終面接（役員面接）まで残るも採用されず悲しみに暮れる。しかしアナウンサーオタクの父に「お前はいつかセント・フォースに入る。諦めたらそこで終了だよ、だから頑張れ」と励まされ、それが現実となった。
セント・フォースのスプラウト部門に所属して活動していたが、2012年にセント・フォース本体へ転籍した。
仕事が全く無い不遇な時代もあり、悩むことが多かったが、就活時代からの親友である小尾渚沙とお互いを励まし合い、日々努力を重ねていった。
2014年3月末に『Oha!4 NEWS LIVE』（日本テレビ）を降板し（1月から休演）、4月からの『シューイチ』（日本テレビ）と『新・情報7DAYS ニュースキャスター』（TBSテレビ）へのレギュラー起用が相次いだことが新井にとって大きな転機となった。
その後、2015年3月から『グッド!モーニング』（テレビ朝日）にも起用されるなど活動の幅が拡がり、2018年のニホンモニター「タレント番組出演本数ランキング」で、総合7位、女性タレント部門で2位となる。
翌年の2019年には、上半期タレント番組出演本数ランキング女性部門で、2016年以来首位だった近藤春菜（ハリセンボン）を上回り初の1位となる。
2023年4月16日、一般男性と結婚し妊娠中であることを報告。同年5月27日の放送を以て2014年より担当してきた『情報7daysニュースキャスター』と『新井恵理那のWeather ニュースキャスター』の両番組を退任した。その後、6月30日には『グッド!モーニング』に産休前最後の出演し産前産後休暇に入り、10月6日に自身のInstagramを更新して第1子を出産したことを報告した。
2024年1月3日放送の『芸人シンパイニュース』（テレビ朝日）で産休から復帰。同年3月5日、自身のInstagramを更新し、2015年より8年間出演した『グッド!モーニング』に復帰しない意向を報告した。
2024年11月26日、第2子妊娠を発表。2025年4月27日、第2子出産を報告。7月18日、仕事復帰を報告した。

## 人物
- 身長158cm。
- スリーサイズはバスト82cm、ウエスト57cm、ヒップ86cm。[要出典]
- 血液型はO型。
- 一人称「わたし」。
- 家族構成は、父、母、弟の4人[26]。父は輸入車販売業の元社長であり[7]、その父の教えは「人に迷惑をかけろ!」[7]。母は元イベントコンパニオン[7]。
- 小・中学生の頃、合気道を習っていた[27]。中学はソフトテニス部[28]、高校は弓道部[29]、大学はバドミントンサークル[26]で活動。弓道は漫画『犬夜叉』に登場する日暮かごめに憧れて始めた[30]。
- 趣味はバドミントン、弓道、三味線、SNS投稿、陶器作り、写真（トイカメラ）[31]、ドリンク開発[31]、アクセサリー製作[32][33]と多趣味である。
- アニメ観賞も趣味であり、これが相手の男性と結婚した理由でもあるという[34]。
- 資格は、弓道二段、ジュニア野菜ソムリエ[35]、漢字検定2級[36]、PADIオープンウォーターライセンス(スキューバーダイビング)[37]等を取得している。
- 口笛[8]、イラストが得意で『新・情報7daysニュースキャスター』のお天気コーナーのイラストは新井自身が描いている[38]。
- 辛党で、韓国の激辛インスタント麺である辛ラーメンをストックし、辛味の粉を全てかけて食べるほどの激辛好きである[39]。
- 本人曰く、酒豪である[40]。
- 花粉症である[41]。
- ヨークシャーテリアの「さくら」、白文鳥の「まっちゃ」[42]、熱帯魚ベタの「ラズリ」を飼育している[43]。
- 「ラピス」という名前のブルーボタンインコを飼っていた。2021年8月にラピスが死を迎えるまで[44][45][46]、YouTubeにて「恵理那とラピスの部屋」[47]を公開、ラピスとの日々を動画で綴っていた[48]。YouTubeは、現在も「新井恵理那channel 」として継続中。
- SNSを好み、ファンとの交流に重きを置いている。ameblo、Instagram、YouTube、Clubhouse等を頻繁に更新している。
- 佐藤可士和を尊敬[49]し、俳優・岡田准一の顔が好きで、武井壮の生命力に惹かれている[50]。
- 小尾渚沙は気の置けない友人で、互いのYouTubeに出演している[16]。
- 同所属の伊藤友里・高見侑里・新井の3人で「ユリユリエリナ会」という女子会を開いている[51][52]。
- カジュアルなファッションを好み、帽子とアクセサリーを身に付けることが多い。腕時計はエルメス[53]、バッグはルイ・ヴィトンを愛用[54]。代官山の古着屋で一目惚れしたシャツをYouTubeで披露した[55]。
- 2021年8月16日放送の『霜降りミキXIT』（TBSテレビ）に出演し、「コロナ禍で健康を意識」したマイブームとして「ふんどしで寝る」ことを明かした。17日には自身のInstagramで愛用する2枚の「マイふんどし」の画像を公開[56][57]。翌年これらの発信が評価されて、日本ふんどし協会が主催するベストフンドシストアワード2021の大賞に選ばれ[58]、受賞の喜びを語った[59][60][61]。協会がふんどしの日に制定する2月14日には、バレンタインのチョコと共に越中ふんどしを女性達にプレゼントした[62][63]。

## 出演

### テレビ
報道・情報番組
| 期間         | 期間          | 番組名                                                    | 役職                                 | 備考 |
| ------------ | ------------- | --------------------------------------------------------- | ------------------------------------ | --- |
| 2011年4月    | 2012年3月     | めざましテレビ（フジテレビ）                              | 『MOTTOいまドキ!』コーナーリポーター | 月に数回出演 |
| 2012年4月2日 | 2013年3月28日 | PON!（日本テレビ）                                        | 月・木曜日お天気担当                 | 『Oha!4 NEWS LIVE』エンタメキャスター就任に伴い降板 |
| 2013年4月1日 | 2013年12月頃  | Oha!4 NEWS LIVE（日テレNEWS24（CS）制作・日本テレビ系列） | エンタメキャスター                   | 2014年1月6日以降当面出演見合わせ中としていたが、同年3月28日に番組公式Webから新井恵理那に関係するコンテンツが削除されそのまま正式降板扱い |
| 2014年4月    | 2023年5月     | 情報7daysニュースキャスター（TBSテレビ）                  | 天気キャスター                       | 2022年3月までは『新・情報7daysニュースキャスター』として放送、産前産後休暇の準備に伴い降板 |
| 2014年4月6日 | 2015年3月29日 | シューイチ（日本テレビ）                                  | シューイチガールズ                   | テレビ朝日の平日（当時）朝の情報番組『グッド!モーニング』サブキャスター就任に伴い降板 |
| 2015年4月    | 2020年3月     | グッド!モーニング（テレビ朝日）                           | サブキャスター兼エンタメキャスター   | 番組就任から半年は月～水曜日担当、2016年4月からはスポーツキャスターも兼務 |
| 2020年4月    | 2023年6月     | グッド!モーニング（テレビ朝日）                           | 総合司会                             | 同局アナウンサー・松尾由美子の後任として昇格、サブキャスター時代から引き続きスポーツキャスターも兼務、2020年4月8日から同年6月26日までの間は新型コロナウイルス感染症対策による2班体制に伴い月～水曜日の出演およびスポーツキャスターの担当を見合わせ、産前産後休暇の準備に伴い降板 |
| 2020年10月   | 2023年5月     | 新井恵理那のWeatherニュースキャスター（TBSテレビ）        | 進行役                               | 上記の『新・情報7daysニュースキャスター』→『情報7daysニュースキャスター』の後続番組として放送、産前産後休暇の準備に伴い降板 |

バラエティ・特別・教育・ゲスト出演番組
- テレビスポーツ教室（NHK Eテレ） - アシスタント
  - 『バドミントン』（2012年4月8日・15日・7月8日）
  - 『アーチェリー』（2012年7月29日）
- 業界トップニュース（テレビ朝日、2012年4月 - 9月） - 毎週土曜日、アシスタント
- 2泊3日沖縄美らり旅〜女子アナだって癒されたい〜（BS日テレ、2012年12月16日）
- 勝手にキャッチコピー委員会（テレビ東京、2013年1月14日 - 3月27日） - 毎週月曜日→毎週水曜日、秘書
- 速報Jリーグゴールハイライト（スカチャン / BSスカパー!、2013年3月2日 - 2016年） - MC
- えりーなのフットサルらいふ（BS日テレ、2013年10月 - 2014年3月）
- 世界ナゼそこに?日本人 〜知られざる波瀾万丈伝〜（テレビ東京、2016年4月11日 - 2020年3月23日） - MC [69]
  - ナゼそこ?（テレビ東京、2020年4月2日 - 2025年3月） - MC
- 好きになった人（日本テレビ、2017年2月14日 - 2017年） - アシスタント
- 所さんお届けモノです!（毎日放送、2017年4月9日 - 2025年3月29日） - アシスタント
- 東京らふストーリー（テレビ朝日、2018年4月7日 - 2019年3月30日） - MC
  - 金曜日のどっち!?（テレビ朝日、2019年4月6日 - 9月21日） - MC
- 転職さん、いらっしゃい!（2018年10月3日 - 2019年2月28日） - アシスタント
- ニッポン人の品格を学べ じゃぱにぃ寺（2019年3月 - 6月20日） - MC
- 爆笑問題のシンパイ賞!! → 爆笑問題&霜降り明星のシンパイ賞!!（テレビ朝日、2019年10月4日 - 2021年9月19日） - 司会進行
- ジンセイQUEST -日村の大冒険-（NHK総合、2020年3月26日） - MC[70]
  - ジンセイQUEST生放送 -日村の大冒険-（NHK総合、2020年4月5日） - MC[71]
- デザインあ（NHK Eテレ、2020年4月4日）
- 世界フシギ動画祭り（テレビ朝日、2020年10月20日） - MC[72]
- くりぃむナンタラ（テレビ朝日）
  - 2022年6月12日 - アシスタント[73]
  - 2022年8月7日 - ガイド[74]
- 地球環境問題の挑戦者たち 〜ブループラネットの未来のために〜（BSテレ東、2022年10月12日 - 12月29日） - ナビゲーター
- リモート繋いだら、偉人のプレゼンいきなり始まった。（フジテレビ、2023年1月10日） - 清少納言 役

### ラジオ
- 歌え!土曜日 Love Hits（NHKラジオ第1放送、2015年4月4日 - 2022年3月12日） - ディスクジョッキー
- 爆笑問題の日曜サンデー（TBSラジオ、2021年9月26日） - ゲスト
- 丸山茂樹のMOVING SATURDAY（TOKYO FM、2022年4月16、23日） - ゲスト
- 今日は一日○○三昧「ミスチル30周年三昧」（NHK-FM放送、2022年5月5日12:30 - ） - MC
- FIND my BEAUTY（TOKYO FM、2022年7月17、24、31日9:00 - ） - ゲスト[75]

### テレビドラマ
- ドラマNEO『終電バイバイ』第3話（TBSテレビ、2013年1月29日） - 明美 役
- BG～身辺警護人～（テレビ朝日、2018年1月18日 - 3月15日） - アナウンサー・太田詩織 役[76]
- 平成ばしる（テレビ朝日、2018年12月29日） - 劇中劇番組「東京らふストーリー」出演者（本人役）[77]

### 映画
- 劇場版 TOKYO MER〜走る緊急救命室〜（東宝、2023年4月28日）[78]

### WEB番組
- 恵理那とラピスの部屋（YouTube公式チャンネル、2020年5月 - 2021年8月）
- 花キューピット×セント・フォースのコラボ企画（インターネット花キューピットYouTube、2020年12月22日）
- 新井恵理那channel （YouTube公式チャンネル、2021年9月 - ）
- 「木村さ～～ん！」（GYAO!、2021年11月7日12:00 - ）- ゲスト
- 「サライ大賞」（サライ公式YouTubeチャンネル 、2021年11月9日） - 司会
- 「木村さ～～ん！特ば～～ん４！オリジナルMV完成披露試写会」（GYAO!、2022年1月19日16:00 - ゲスト
- Amazon Music Live: Mrs. GREEN APPLE（Amazon Music Japan チャンネル＠Twitch、2022年8月22日20:00 - ） - MC

### CM
- KONAMI プロ野球ドリームナイン（2013年10月）
- 明治 こだわりピッツェリア・マルゲリータ（2014年12月7日） - シューイチ内CM
- サンスター
  - 緑でサラナ（2015年8月）
  - エクイタンスホワイトロジーエッセンス（2015年8月）
- SUBARU アイサイト・ツーリングアシスト 仲良しな女子会ドライブの巻（2017年7月）
- Google -「所さんお届けモノです!」内CM
  - プレゼント交換編（2017年7月23日）
  - プレゼント交換・近くのウィッグ専門店編（2017年7月30日）
- メルカリ -「所さんお届けモノです!」内CM、TKOと共演
  - 入門編（2017年11月12日、19日）
  - 大掃除編（2017年12月3日 - ）
  - 季節モノ編（スノーボード）（2018年2月4日 - 25日）
  - 新生活編（2018年3月3日 - 25日）
  - お買い物編（2018年4月1日 - 29日）
  - お買い物編(2)（2018年5月6日 - 27日）
  - お買い物編(3)（2018年6月3日 - 24日）
  - お買い物編(4)（2018年7月1日 - 15日）
  - お買い物編(5)（2018年7月22日、29日）
  - お買い物編(6)（2018年8月5日 - 26日）
  - お買い物編(7)（2018年9月2日 - 30日）
  - お買い物編(8・冬のソナタ) （2018年10月7日 - 28日）
  - お買い物編(9)（2018年11月4日 - 25日）
- NEXCO東日本 高速リニューアルプロジェクト（大規模更新・修繕事業）
  - 高速道路の誕生から約半世紀（2018年4月）
  - 外環道リニューアル工事 和光北IC - 美女木JCT 4月8日 - 11日・15日 - 18日（2018年4月）
  - 北陸道リニューアル工事 中之島見附 -長岡 8月20日 - 11月16日（2018年8月）
  - 高速リニューアル（2019年3月）
  - 外環道リニューアル工事 美女木JCT - 和光北IC内回り 3月31日22時 - 4月3日朝5時・4月7日22時 - 4月10日朝5時（2019年3月）
  - ベスト・ウェイ交通管理隊編（2021年4月15日 - ）
  - 発見！ベスト・ウェイ リニューアル工事編（2021年8月21日 - ）
  - 横浜横須賀道路リニューアル工事編（2022年2月 - ）
- カンゾコーワ（興和株式会社）
  - ニュース編（2018年10月 - ）
  - カンゾコーワ1000 コンビニ出現編（2022年11月15日 - ）
- NECネッツエスアイ（2019年4月 - ）
  - 企業広告いろんなところで編（2021年10月 - ）[79]
  - ワクワクする未来篇(2022年4月2日 - )[80]
  - フラッグ篇(2024年8月12日 - )[81]
- ワコール×セント・フォース キレイなひとのビューティールーティン『時短ボディメイク』ガードル推進プロジェクト 〜よくばりビューティー編（2019年7月 - ）[82][83]
- 花王 ビオレ 朝用ジュレ 洗顔料
  - 「AIからのオススメ編（2020年3月 - ）
  - 「水より落ちて水よりうるおう編」（2021年2月 - ）
- タクシーアプリ「S.RIDE」(S.RIDE株式会社)「新井恵理那の仕事編」（2021年6月7日 - ）

### その他
- 新井恵理那 3Dプリント・フィギュア（2015年）
- セント・フォース×ベビースターラーメン「恋（濃い）するチキン味（てりやき風味）」コレクションシール（おやつカンパニー、2016年8月）
- ポケットマルシェ×セント・フォース 「ふるさとの味」を紹介（2020年9月1日 - 21日）
- WEBザテレビジョン「Museの素顔」（株式会社KADOKAWA、2021年9月6日）
- 麻生警察署の一日警察署長（2012年9月25日）[84]
- 品川警察署の一日警察署長（2018年9月30日）[85][86][87]
- 大宮警察署の一日警察署長（2021年12月1日）[88]
- 中央警察署の一日警察署長「日本橋交通安全キャンペーン」（2022年9月19日）[89][90][91]
- 『ゲッターズ飯田の365日の運気が上がる話』のナレーション、誕生日月の12月を担当 （Amazon Audible、2024年12月27日）

## 書籍

### 雑誌
- MAQUIA 2018年2月号（集英社、2017年12月22日） - 特集ページ
- MAQUIA 2019年5月号（集英社、2019年3月23日） - 特集ページ
- Tarzan（ターザン）817号 表紙と特集記事（マガジンハウス、2021年8月26日）
- 美人百花 2021年10月号（角川春樹事務所、2021年9月10日）
- 鳥ぐらし Vol.3（東京書店、2021年9月24日）[92]
- 美人百花 2021年11月号（角川春樹事務所、2021年10月12日）
- 武道 11月号（日本武道館、2021年10月28日）
- GOETHE 2022年 2月号（幻冬舎、2022年12月24日）
- 週刊文春 グラビア特別編集 原色美人キャスター大図鑑2022（文藝春秋、2022年1月19日）
- 美人百花 2022年4月号（角川春樹事務所、2022年3月10日）[93]
- MAQUIA 2023年1月号（集英社、2022年11月22日）- 特集ページ[94]
- THE21 2023年3月号（PHP研究所、2023年2月6日）[95]
- 週刊文春 グラビア特別編集 原色美人キャスター大図鑑2024 (文藝春秋、2024年2月6日)

### 単著
- 『八方美人』（宝島社、2019年8月23日）ISBN 978-4800296610

### カレンダー
- 新井恵理那 2013年カレンダー（トライエックス、2012年10月17日）
- 新井恵理那 2014年カレンダー（トライエックス、2013年10月20日）
- 新井恵理那 2015年カレンダー（トライエックス）
- 新井恵理那 2016年カレンダー（トライエックス）
- 新井恵理那 2017年カレンダー（トライエックス）
- 新井恵理那 2018年カレンダー（トライエックス）
- 新井恵理那 2019年カレンダー（トライエックス）
- 新井恵理那 2020年カレンダー（トライエックス）
- 新井恵理那 2021年カレンダー（トライエックス）
- 新井恵理那 2022年カレンダー（トライエックス）
- 新井恵理那 2023年カレンダー（トライエックス）
- セント・フォース 卓上カレンダー 2018（小学舘、2017年12月）
- セント・フォース オフィシャルカレンダー2019（小学舘、2018年12月）
- セント・フォース オフィシャルカレンダー2021（スポーツウェアー編、バドミントン）（小学舘、2020年12月19日）
- セント・フォース スクールカレンダー 2023（小学舘、2023年3月30日）

### 写真集
- えりーなのために（小学館、撮影：西田幸樹、井ノ元浩二、2014年11月21日）ISBN 978-4096820988
- セント・フォース × スピリッツ 35周年メモリアルムック（小学舘、2015年10月17日）

## チャリティー活動
- セント・フォース チャリティーイベント『東北に、日本に、元気を咲かせよう。Vol1』表参道ヒルズのエントランス前で開催（2011年4月15日）
- セント・フォース チャリティーイベント『東北に、日本に、元気を咲かせよう。Vol2』（2013年10月6日）
- セント・フォース エールオークション（ヤフオク）（2020年4月15日 - 6月15日）
- セント・フォース クリスマスチャリティイベント（2021年12月10日 - 12月19日）[96][97]
- ジャパンハート×セント・フォース クリスマスチャリティイベント (2023年12月8日 - 12月17日)[98]